# Tomares flavosticta
Tomares flavosticta är en fjärilsart som beskrevs av De Sagarra 1927. Tomares flavosticta ingår i släktet Tomares och familjen juvelvingar. Inga underarter finns listade i Catalogue of Life.